# Свети Прокопий (Кладороби)
„Свети Прокопий“ (на гръцки: Αγίου Προκοπίου) е възрожденска православна църква в леринското село Кладороби (Крадорахи), Гърция, част от Леринската, Преспанска и Еордейска епархия на Вселенската патриаршия, под управлението на Църквата на Гърция.
Църквата е разположена в центъра на селото. Построена е в 1874 година според надписа в източния край на храма. Църквата има красив, изписан иконостас. В храма са прибрани иконите от едноименния манастир „Свети Прокопий“, разположен източно от Горно Клещино и разрушен от албанци мюсюлмани.